# Джейк Тепп
Джейк Тепп (англ. Jake Tapp, 6 серпня 1988) — канадський плавець.
Учасник Олімпійських Ігор 2008 року, де в попередніх запливах на дистанції 100 метрів на спині посів 31-ше місце і не вийшов до півфіналів. В естафеті 4x100 метрів комплексом його збірна посіла 10-те місце і не вийшла до фіналу. 